# Districtul El Madher
El Madher este un district din provincia Batna, Algeria.